# Ardisia nigrovirens
Ardisia nigrovirens là một loài thực vật thuộc họ Myrsinaceae. Đây là loài đặc hữu của Peru.